# National Road 71
La National Road 71 (N71) è una strada irlandese nazionale di livello secondario che collega Cork a Killarney nella contea di Kerry nel Sud-Ovest della Repubblica d'Irlanda.
La strada prende origine a Cork, capoluogo dell'omonima Contea e prosegue verso Nord-Ovest attraversando i villaggi di Innishannon, Bandon, Clonakilty, Skibbereen, Bantry e Glengarriff. La strada a questo punto sale verso il Caha pass ed attraverso il Turner's Rock Tunnel entra nella contea di Kerry proseguendo verso Kenmare. L'ultimo tratto della N71 collega Kenmare a Killarney e fa parte del Ring of Kerry, celebre anello turistico stradale. Il tratto tra Kenmare e Killarney è la principale via di raggiungimento di molte attrazioni turistiche tra cui il passo di Moll's Gap, il punto panoramico di Ladies View e il Lago Leane.